# Philippe De Pauw
Philippe De Pauw (Ruisbroek, 1 april 1785 – Mechelen, 27 december 1864) was een Belgisch advocaat en politicus. De Pauw was een oranjegezind katholiek.
De Pauw vestigde zich na zijn rechtenstudie als advocaat. Op 45-jarige leeftijd, kwam hij een eerste maal op als katholiek-unionist bij de gemeenteraadsverkiezingen van Mechelen van oktober 1830.  Hij werd verkozen en gevraagd als schepen. De Pauw, nog maar net een eerste maal verkozen in de gemeenteraad en lid geworden als schepen van het schepencollege werd begin november 1830 bij de Belgische wetgevende verkiezingen ook gekozen, om te zetelen in het Nationaal Congres als vertegenwoordiger van de kieskring Mechelen van de provincie Antwerpen.  Hij verkoos als orangist uiteindelijk niet te zetelen en werd vervangen door de wijnkoopman Jean-Baptiste Joos. In de de daarop volgende jaren wordt zijn schepenmandaat vernieuwd. 
Bij de gemeenteraadsverkiezingen van 25 oktober 1842 was reeds sprake dat binnen de raad De Pauw zou worden voorgedragen als burgemeester. Het werd uiteindelijk Jean François de Steenhault de Waerbeek, en De Pauw bleef schepen van de stad.
De Pauw werd dan toch burgemeester van Mechelen na het overlijden van de Steenhault de Waerbeek in 1845. Bij de partiële gemeenteraadsverkiezingen van 28 oktober 1845 verloren de katholieken licht tegenover de liberalen, maar de unionistische samenwerking bleef bewaard, en de meerderheid in het college van burgemeester en schepenen bleef met maar een liberale schepen bij de katholieken. De verkiezingen van 28 augustus 1848 betrof alle raadsleden. De uitslag leverde een status-quo op en De Pauw kon zijn mandaat verder zetten. De politieke evenwichten waren trouwens niet de eerste bezorgdheid van de Mechelse kiesgerechtigden, van juni tot eind september 1848 woedde een zware cholera-epidemie in de stad, die 339 Mechelaars het leven kostte. De partiële gemeenteraadsverkiezingen van 28 oktober 1851 waar negen van de negentien leden werden verkozen, leverde een verschuiving in de machtsevenwichten tussen katholieken en liberalen op, en De Pauw kon zijn positie behouden, evenwel in een overwegend liberaal schepencollege. Een koude winter van 1853-1854 had een negatieve impact op de broodprijzen, en veroorzaakte onvrede in Mechelen.  Een grote staking in de zomer van 1854 leidde tot vechtpartijen op 28 augustus 1854, waarbij het stadsbestuur met gewapende gendarmen de orde herstelde. Aansluitend brak nogmaals in de herfst dat jaar cholera uit. De door De Pauw bevolen repressie tegen de opstand speelde sterk mee bij de verkiezingen van 31 oktober 1854, waar de liberalen de meerderheid in de gemeenteraad haalden. De Pauw kon niet eens zijn zitje als gemeenteraadslid behouden.  De voordracht van een burgemeester sleepte lang aan, en uiteindelijk werd de katholiek Edouard Broers de opvolger, in een schepencollege dat uitsluitend uit liberalen bestond.